# رابرت سوم، کنت فلاندر
رابرت سوم، کنت فلاندر (۱۲۴۹ تا ۱۷ سپتامبر ۱۳۲۲) که با نام رابرت بثون و لقب شیر فلاندرز نیز شناخته می‌شود، کنت‌نشین نور میان سال‌های ۱۲۷۳-۱۳۲۲ و کنت‌نشین فلاندرز میان سال‌های ۱۳۰۵-۱۳۲۲ بود.